# Кастлберрі (Алабама)
Кастлберрі (англ. Castleberry) — місто (англ. town) в США, в окрузі Конека штату Алабама. Населення — 486 осіб (2020).

## Географія
Кастлберрі розташоване за координатами 31°17′59″ пн. ш. 87°1′45″ зх. д. / 31.29972° пн. ш. 87.02917° зх. д. (31.299678, -87.029129).  За даними Бюро перепису населення США в 2010 році місто мало площу 4,48 км², з яких 4,43 км² — суходіл та 0,05 км² — водойми.

## Демографія
Згідно з переписом 2010 року, у місті мешкали 583 особи в 265 домогосподарствах у складі 152 родин. Густота населення становила 130 осіб/км².  Було 318 помешкань (71/км²).
Расовий склад населення:
| - 59,2 % — білих - 38,4 % — чорних або афроамериканців - 0,3 % — корінних американців |

До двох чи більше рас належало 1,9 %. Частка іспаномовних становила 0,5 % від усіх жителів.
За віковим діапазоном населення розподілялося таким чином: 20,6 % — особи молодші 18 років, 63,1 % — особи у віці 18—64 років, 16,3 % — особи у віці 65 років та старші. Медіана віку мешканця становила 43,6 року. На 100 осіб жіночої статі у місті припадало 95,0 чоловіків;  на 100 жінок у віці від 18 років та старших — 103,1 чоловіків також старших 18 років.
Середній дохід на одне домашнє господарство  становив 31 557 доларів США (медіана — 20 677), а середній дохід на одну сім'ю — 37 693 долари (медіана — 30 417). За межею бідності перебувало 39,6 % осіб, у тому числі 68,8 % дітей у віці до 18 років та 22,2 % осіб у віці 65 років та старших.
Цивільне працевлаштоване населення становило 188 осіб. Основні галузі зайнятості: освіта, охорона здоров'я та соціальна допомога — 29,3 %, сільське господарство, лісництво, риболовля — 12,2 %, роздрібна торгівля — 11,2 %, будівництво — 11,2 %.